# Pterospermum grandiflorum
Pterospermum grandiflorum är en malvaväxtart som beskrevs av William Grant Craib. Pterospermum grandiflorum ingår i släktet Pterospermum och familjen malvaväxter. Inga underarter finns listade i Catalogue of Life.